# Murzuq (distrikt)
Murzuq (arabiska: مرزق) är ett av Libyens tjugotvå distrikt (shabiyah). Den administrativa huvudorten är Murzuq. Distriktet gränsar mot Niger, Tchad och distrikten Ghat, Wadi Al Hayaa, Sabha, Al Jufrah och Al Kufrah.